# Plancheskaya Shchel
Plancheskaya Shchel (del ruso: Планческая Щель) es un posiólok del raión de Séverskaya del krai de Krasnodar, en Rusia. Está situado en el borde septentrional del Cáucaso, a orillas del Afips, de la cuenca del Kubán, 24 km al sur de Séverskaya y 56 km al suroeste de Krasnodar. Tenía 101 habitantes en 2010.
Pertenece al municipio Smolénskoye.

## Historia
En los años de la Gran Guerra Patria, la localidad fue un centro del movimiento partisano. Tenía su base el regimiento de los hermanos Ignatóvich.

## Cultura y lugares de interés
Cerca de la localidad se hallan las rocas Plancheski (Планческие скалы), de interés turístico, y un manantial con valor religioso.